# マスター・アンド・コマンダー
『マスター・アンド・コマンダー』（Master and Commander: The Far Side of the World）は、2003年のアメリカ映画。戦争映画で、アクション映画。アカデミー賞では10部門にノミネートされ、うちアカデミー撮影賞、アカデミー音響効果賞を受賞した。原作はパトリック・オブライアンの海洋冒険小説、『オーブリー&マチュリンシリーズ』。『南太平洋、波瀾の追撃戦』（The Far Side of the World）をベースに、『新鋭艦長、戦乱の海へ』（Master and Commander）等数作品のエピソードを取り入れている。

## ストーリー
ナポレオン戦争中の1805年、フリゲート艦サプライズはラッキー・ジャックこと名艦長ジャック・オーブリー指揮の下、フランス海軍の強力な私掠船アケロンの拿捕命令を受けていた。しかし、アケロンはサプライズに比して、その速度もまた艦の規模も勝っており、アケロンとの最初の戦いではサプライズ側は甚大な被害を被る。オーブリーは下士官たちの懐疑的な態度をものともせず、さらにアケロン号の追撃を続けるが、嵐、それに続く無風状態などの気候によるダメージは船員たちの士気を低下させていく。また、オーブリーの部下に対する態度は、無二の親友であり、サプライズ号の医者、そして博物学者でもあるマチュリンとの間に、激しい口論を引き起こす。こうした様々な不利な状況を乗り越え、オーブリー以下サプライズ号の乗組員は知略を活かしアケロンと戦う。

## キャスト
※括弧内は日本語吹替。
- ジャック・オーブリー艦長 - ラッセル・クロウ（牛山茂）
- スティーブン・マチュリン軍医 - ポール・ベタニー（後藤敦）
- トーマス・プリングス副長（First Lieutenant）[注 1] - ジェームズ・ダーシー（佐久田修）
- ウィリアム・モウェット - エドワード・ウッドオール（遠藤純一）
- ウィリアム・ブレイクニー士官候補生 - マックス・パーキス（小林優子）
- ピーター・カラミー士官候補生 - マックス・ベニッツ（小野塚貴志）
- バレット・ボンデン水兵 - ビリー・ボイド（大久保利洋）
- ホロム士官候補生 - リー・イングルビー（中村俊洋）
- ジョン・アレン航海長 - ロバート・パフ（宝亀克寿）
- デイヴィーズ - パトリック・ギャラガー（広瀬正志）
- キリック - デヴィッド・スレルフォール（中博史）
- ラム - トニー・ドーラン（竹田雅則）

## スタッフ
- 監督：ピーター・ウィアー
- 視覚効果：WETAデジタル

## その他
邦題となった小説『新鋭艦長、戦乱の海へ』の原題である『Master and Commander』は18世紀末まで存在したイギリス海軍士官の役職であり、「海尉艦長」と訳される。元の意味は「マスター兼コマンダー（指揮官）」であり、ノンポストシップにはマスターが配属されないため、指揮官とマスターを兼任したことからそう呼ばれるようになった。身分は海尉であるが、やがて勅任艦長と海尉の間に位置し、陸軍少佐と同位と定められた身分として扱われるようになる。5年以上勤務すると勅任艦長への昇任試験の受験が許された。マスターがノンポストシップにも配属されるようになると“マスター兼”ではなくなったため、1794年にコマンダー（Commander）へ改名された。現在は日本の海軍中佐に相当する階級となっている。
小説『Master and Commander』は待命中のジャック・オーブリー海尉が海尉艦長（Master and Commander）に任命される所から始まるが、『南太平洋、波瀾の追撃戦』の頃は勅任艦長であった。つまり、この作品に於けるジャック・オーブリーは“マスター・アンド・コマンダー”ではない。
また、公開当初の日本での予告編は「少年兵が強制的に戦争に駆り出される」という史実や映画本編から著しく乖離した内容だったため、ファンの間から抗議が起こり、週刊誌でも問題として取り上げられた。
当時のイギリス軍艦に乗組む少年については1794年の勅令で規定されており、士官候補生と“サーバント”及び“ボーイ”の3種類が定められていた。そして、その年齢は1731年の規定により13歳以上、但し海軍士官の子弟である士官候補生は11歳以上とされていた。しかし、それが守られることはなかった。例えば、牧師の息子であるホレーショ・ネルソンは12歳、海軍士官の息子であるエドワード・ハミルトンは8歳で軍艦に乗組んでいる。また、当時の士官候補生は貴族やジェントリーの子息であり、その大半は艦長の縁故者であった。例えば前述のネルソンは叔父、ハミルトンは父が艦長を務める船に乗組んで海軍生活をスタートさせている。この作品でも、オーブリー艦長が士官候補生達の親と知古の間柄であることをうかがわせる会話が見られる。サーバントは艦長の従卒であるが、艦長が個人的に採用し、士官候補生の欠員待ちをしている場合もあり、どちらもエリートコースである。一方、ボーイと呼ばれる下層階級出身の少年達は、将来水兵になるために軍艦に乗組み、火薬の運搬等の補助的な仕事を与えられていた。
このように、本作品に登場する少年達は、自らの意志（或は家庭の経済的事情）により、縁故を頼り、場合によっては年齢制限に違反までして軍艦に乗組んでいたのであり、「兵力不足を補うために強制的に徴用された」のではない。
また、そもそも主題は上記にある通り、フリゲート艦サプライズの艦長ジャック・オーブリーを中心とした海洋冒険であり、少年兵の背景は劇中では全く関係がない。
なお、2021年時点でも複数の映画紹介系のサイトやレビューサイトなどでは、当時の予告編と同じようなあらすじで紹介されたままであるため、鵜吞みにしないよう注意が必要である。
後にミラマックスは、2016年3月2日には中東・カタールのbeINメディア・グループに買収された。さらに米メディア大手バイアコムCBS（現：パラマウント・グローバル）は2019年12月20日、ミラマックスの株式49%を3億7500万ドル（約410億円）で取得することで合意したと発表した。ミラマックスが制作し著作権を保有する約700本の映画を同社のネットワークで配信できるようになる。2020年4月3日に売却は完了し、beINメディアは引き続き51%の株式を保持する。これにより、本作のミラマックス作品における日本での配給権をウォルト・ディズニー・ジャパンから東和ピクチャーズへ移行されることになった。